# Atletismo nos Jogos Olímpicos de Verão de 2020 - Arremesso de peso masculino
O evento do arremesso de peso masculino nos Jogos Olímpicos de Verão de 2020 ocorreu entre os dias 3 e 5 de agosto de 2021 no Estádio Olímpico. No total, 31 atletas, de 22 nações competiram.
Pela primeira vez na história olímpica, os mesmos três atletas receberam as mesmas medalhas em edições consecutivas em um evento individual. Os estadunidenses, Ryan Crouser e Joe Kovacs e neozolandês Tom Walsh repetiram seus desempenho de ouro, prata e bronze, respectivamente, dos Jogos Olímpicos de 2016.

## Formato
O evento continua a usar o formato de duas fases (eliminatórias e final) introduzido em 1936. Nas eliminatórias cada competidor teve direito a três arremessos para atingir a distância de qualificação de 21,20 metros; se menos de 12 atletas conseguissem, os 12 melhores (incluindo todos os empatados) avançavam.
Na final, cada atleta teve direito a três arremessos iniciais; os oito primeiros atletas ao final da terceira rodada receberam três arremessos adicionais para um total de seis, com o melhor a contar para o resultado final (os arremessos da fase de qualificação não são considerados para a final).

## Calendário
Horário local (UTC +9)
| 3 de agosto   | 5 de agosto |
| 19:15         | 11:05       |
| ------------- | ----------- |
| Eliminatórias | Final       |

## Medalhistas
| Ouro   | USA Ryan Crouser |
| Prata  | USA Joe Kovacs   |
| Bronze | NZL Tom Walsh    |

## Recordes
Antes desta competição, os recordes mundiais, olímpicos e regionais da prova eram os seguintes:
| Tipo | Atleta       | Marca   | Local          | Data                 |
| ---- | ------------ | ------- | -------------- | -------------------- |
|      | Ryan Crouser | 23,37 m | Eugene         | 18 de junho de 2021  |
|      | Ryan Crouser | 22,52 m | Rio de Janeiro | 18 de agosto de 2016 |

### Por região
| Região                             | Marca   | Atleta                 | Nação             |
| ---------------------------------- | ------- | ---------------------- | ----------------- |
| África                             | 21,97 m | Janus Robberts         | África do Sul     |
| Ásia                               | 21,49 m | Tajinderpal Singh Toor | Índia             |
| Europa                             | 23,06 m | Ulf Timmermann         | Alemanha Oriental |
| América do Norte, Central e Caribe | 23,37 m | Ryan Crouser           | Estados Unidos    |
| Oceania                            | 22,90 m | Tom Walsh              | Nova Zelândia     |
| América do Sul                     | 22,61 m | Darlan Romani          | Brasil            |

O seguinte recorde foi estabelecido durante a competição:
| Data        | Evento | Atleta       | CON                | Marca   | Recorde          |
| ----------- | ------ | ------------ | ------------------ | ------- | ---------------- |
| 5 de agosto | Final  | Ryan Crouser | USA Estados Unidos | 23,30 m | Recorde olímpico |

## Resultados

### Eliminatórias
Regra de qualificação: marca padrão de 21,20 m (Q) ou pelo menos os 12 melhores atletas (q) avançam a final.
| Pos. | Grupo | Atleta                 | CON                      | #1    | #2    | #3    | Marca | Notas |
| ---- | ----- | ---------------------- | ------------------------ | ----- | ----- | ----- | ----- | ----- |
| 1    | B     | Ryan Crouser           | USA Estados Unidos       | 22.05 | —     | —     | 22.05 | Q     |
| 2    | A     | Tom Walsh              | NZL Nova Zelândia        | x     | 20.38 | 21.49 | 21.49 | Q     |
| 3    | B     | Mesud Pezer            | BIH Bósnia e Herzegovina | 20.41 | 21.33 | —     | 21.33 | Q     |
| 4    | A     | Darlan Romani          | BRA Brasil               | 21.00 | 21.31 | —     | 21.31 | Q     |
| 5    | B     | Zane Weir              | ITA Itália               | 20.84 | 21.25 | —     | 21.25 | Q,    |
| 6    | A     | Mostafa Amr Hassan     | EGY Egito                | x     | 20.65 | 21.23 | 21.23 | Q,    |
| 7    | B     | Chukwuebuka Enekwechi  | NGR Nigéria              | 20.53 | 21.16 | 20.95 | 21.16 | q     |
| 8    | B     | Kyle Blignaut          | RSA África do Sul        | 20.30 | 20.97 | 20.56 | 20.97 | q     |
| 9    | B     | Jacko Gill             | NZL Nova Zelândia        | 20.65 | 20.52 | 20.96 | 20.96 | q     |
| 10   | A     | Armin Sinančević       | SRB Sérvia               | 20.50 | 20.96 | x     | 20.96 | q     |
| 11   | A     | Joe Kovacs             | USA Estados Unidos       | 20.81 | 20.93 | 20.81 | 20.93 | q     |
| 12   | A     | Payton Otterdahl       | USA Estados Unidos       | 19.56 | 20.28 | 20.90 | 20.90 | q     |
| 13   | B     | Michał Haratyk         | POL Polônia              | 20.58 | 20.86 | 20.72 | 20.86 |       |
| 14   | B     | Leonardo Fabbri        | ITA Itália               | 19.42 | 20.80 | x     | 20.80 |       |
| 15   | B     | Filip Mihaljević       | CRO Croácia              | x     | 20.09 | 20.67 | 20.67 |       |
| 16   | A     | Francisco Belo         | POR Portugal             | x     | 20.58 | 20.24 | 20.58 |       |
| 17   | A     | Tomáš Staněk           | CZE República Checa      | 20.23 | 20.47 | 19.78 | 20.47 |       |
| 18   | B     | Scott Lincoln          | GBR Grã-Bretanha         | 20.42 | 19.60 | x     | 20.42 |       |
| 19   | A     | Jason van Rooyen       | RSA África do Sul        | 18.92 | 20.06 | 20.29 | 20.29 |       |
| 20   | A     | Nick Ponzio            | ITA Itália               | x     | 20.28 | x     | 20.28 |       |
| 21   | B     | Bob Bertemes           | LUX Luxemburgo           | 20.14 | x     | 20.16 | 20.16 |       |
| 22   | A     | Abdelrahman Mahmoud    | BHR Bahrein              | 18.95 | 20.14 | 19.93 | 20.14 |       |
| 23   | A     | Konrad Bukowiecki      | POL Polônia              | 20.01 | x     | 19.44 | 20.01 |       |
| 24   | A     | Tajinderpal Singh Toor | IND Índia                | 19.99 | x     | x     | 19.99 |       |
| 25   | B     | Mohamed Magdi Hamza    | EGY Egito                | 19.33 | x     | 19.82 | 19.82 |       |
| 26   | A     | Andrei Toader          | ROU Romênia              | 19.81 | x     | 19.41 | 19.81 |       |
| 27   | A     | Giorgi Mujaridze       | GEO Geórgia              | 18.71 | 19.76 | 19.55 | 19.76 |       |
| 28   | B     | Wictor Petersson       | SWE Suécia               | 19.64 | x     | 19.73 | 19.73 |       |
| 29   | B     | Asmir Kolašinac        | SRB Sérvia               | x     | 19.68 | x     | 19.68 |       |
| 30   | B     | Ihor Musiyenko         | UKR Ucrânia              | 19.07 | 19.42 | 19.56 | 19.56 |       |
| 31   | A     | Tim Nedow              | CAN Canadá               | x     | 19.27 | 19.42 | 19.42 |       |

### Final
A final foi disputada em 5 de agosto, às 11:00 locais.
| Pos.              | Ordem | Atleta                | CON                      | 1     | 2     | 3     | 4     | 5     | 6     | Marca | Notas                |
| ----------------- | ----- | --------------------- | ------------------------ | ----- | ----- | ----- | ----- | ----- | ----- | ----- | -------------------- |
| Medalha de ouro   | 7     | Ryan Crouser          | USA Estados Unidos       | 22.83 | 22.93 | 22.86 | 22.74 | 22.58 | 23.30 | 23.30 | Recorde olímpico     |
| Medalha de prata  | 11    | Joe Kovacs            | USA Estados Unidos       | 22.19 | 20.95 | 21.95 | 22.65 | 22.29 | 22.60 | 22.65 |                      |
| Medalha de bronze | 4     | Tom Walsh             | NZL Nova Zelândia        | 21.09 | 22.17 | x     | 21.37 | 22.18 | 22.47 | 22.47 | Recorde da temporada |
| 4                 | 10    | Darlan Romani         | BRA Brasil               | 21.88 | 21.22 | 20.96 | x     | x     | 20.70 | 21.88 | Recorde da temporada |
| 5                 | 3     | Zane Weir             | ITA Itália               | 20.85 | 20.25 | 20.68 | 21.40 | 21.41 | x     | 21.41 | Recorde pessoal      |
| 6                 | 9     | Kyle Blignaut         | RSA África do Sul        | 20.29 | x     | 21.00 | 20.96 | 20.46 | x     | 21.00 |                      |
| 7                 | 8     | Armin Sinančević      | SRB Sérvia               | 20.89 | x     | x     | 20.44 | x     | x     | 20.89 |                      |
| 8                 | 6     | Mostafa Amr Hassan    | EGY Egito                | 20.51 | 20.73 | x     | x     | 20.63 | 20.73 | 20.73 |                      |
| 9                 | 12    | Jacko Gill            | NZL Nova Zelândia        | x     | 20.71 | 20.71 | —     | —     | —     | 20.71 |                      |
| 10                | 5     | Payton Otterdahl      | USA Estados Unidos       | 20.32 | x     | x     | —     | —     | —     | 20.32 |                      |
| 11                | 1     | Mesud Pezer           | BIH Bósnia e Herzegovina | x     | x     | 20.08 | —     | —     | —     | 20.08 |                      |
| 12                | 2     | Chukwuebuka Enekwechi | NGR Nigéria              | x     | 18.87 | 19.74 | —     | —     | —     | 19.74 |                      |

Legenda
| Recorde mundial      | Recorde mundial (World record)               |                       | Recorde africano                      | Recorde africano (African) |                                           | Q | Classificado por posição (Qualified) |
| Recorde olímpico     | Recorde olímpico (Olympic record)            | Recorde da América    | Recorde da América (Americas)         | q                          | Classificado por melhor tempo (Qualified) |   |                                      |
| Melhor marca do ano  | Melhor marca do ano (World leading)          | Recorde asiático      | Recorde asiático (Asian)              | DNS                        | Não largou (Did not start)                |   |                                      |
| Recorde nacional     | Recorde nacional (National record)           | Recorde europeu       | Recorde europeu (European)            | DNF                        | Não terminou (Did not finish)             |   |                                      |
| Recorde pessoal      | Recorde pessoal do atleta (Personal best)    | Recorde da Oceania    | Recorde da Oceania (Oceania)          | DSQ / DQ                   | Desclassificado (Disqualified)            |   |                                      |
| Recorde da temporada | Recorde da temporada do atleta (Season best) | Recorde sul-americano | Recorde sul-americano (South America) | NM                         | Sem marca (No mark)                       |   |                                      |